# Thorshøj
Thorshøj ist eine dänische Ortschaft mit 279 Einwohnern (Stand 1. Januar 2023) im Norden Dänemarks. Die Ortschaft liegt im Kirchspiel Torslev (Torslev Sogn), das bis 1970 zur Harde Dronninglund Herred im damaligen Hjørring Amt gehörte. Mit der Auflösung der Hardenstruktur wurde das Kirchspiel in die Kommune Sæby im neugegründeten Amt Nordjütland aufgenommen, die Kommune wiederum ging mit der Kommunalreform zum 1. Januar 2007 mit anderen Kommunen in der erweiterten Kommune Frederikshavn auf, die zur Region Nordjylland gehört.
Thorshøj liegt etwa vier Kilometer östlich von Østervrå und circa fünf Kilometer westlich von Hørby.